# جيمس غريني (سياسي)
جيمس غريني هو محامي وسياسي كندي، ولد في 15 يونيو 1928، وتوفي في 4 نوفمبر 2014.